# Гладківка (Скадовський район)
Гладкі́вка (у минулому — Келегійські Хутори, до 15 квітня 1946 року — Келегеї) — село в Україні, у Голопристанській міській громаді Скадовського району Херсонської області. Населення становить 2912 осіб.

## Історія
Станом на 1886 рік у селі мешкало 2178 осіб, налічувалось 389 дворів, існували православна церква, школа, 3 лавки.
Село постраждало в часі Голодомору 1946—1947 років.
17 липня 2020 року, в результаті адміністративно-територіальної реформи та ліквідації Голопристанського району, село увійшло до складу Скадовського району.
З початку російського вторгнення в Україну село перебуває під тимчасовою окупацією.
6 серпня 2022 року, близько 11:20, Збройні сили України завдали точкових ударів по позиціях російських окупантів розташованих в селі, завдавши чисельні втрати загарбникам.

## Населення
Згідно з переписом УРСР 1989 року чисельність наявного населення села становила 4718 осіб, з яких 2307 чоловіків та 2411 жінок.
За переписом населення України 2001 року в селі мешкало 2910 осіб.

### Мова
Розподіл населення за рідною мовою за даними перепису 2001 року:
| Мова       | Відсоток |
| ---------- | -------- |
| українська | 87,84 %  |
| російська  | 10,51 %  |
| циганська  | 0,93 %   |
| молдовська | 0,21 %   |
| вірменська | 0,14 %   |
| білоруська | 0,10 %   |
| німецька   | 0,03 %   |
| інші       | 0,24 %   |

## Храм
- Храм Різдва Пресвятої Богородиці [Архівовано 2 квітня 2015 у Wayback Machine.] УПЦ

## Видатна особа
У селі 1 травня 1925 року народився Чумаченко Микола Григорович — академік НАН України.